# Ctenodiscus australis
Ctenodiscus australis is een kamster uit de familie Ctenodiscidae. De wetenschappelijke naam van de soort werd in 1871 gepubliceerd door Christian Frederik Lütken.